# Re cane
Il Re cane è la figura leggendaria di un cane che divenne sovrano di Danimarca per ordine del re svedese Adils. La narrazione del Re cane compare in diverse fonti scandinave: il Chronicon Lethrense (e gli Annales Lundenses), le Gesta Danorum (Libro 7), l'Heimskringla (Hákonar saga góða), lo Hversu Noregr byggðist e, probabilmente, anche lo Skáldatal.

## Chronicon Lethrense
Il Chronicon Lethrense e gli Annales Lundenses narrano che, alla morte del re danese del VI secolo Halga, Eadgils, re di Svezia, mandò ai Danesi un piccolo cane perché lo prendessero come loro re, avvertendoli però che chiunque gli avesse detto della morte del cane avrebbe perso la vita. Un giorno, mentre cani più grandi stavano lottando, il piccolo cane saltò sul pavimento in mezzo a loro e fu lacerato a morte. Allora Læ, gigante di Læsø, diede alcuni consigli al suo pastore Snow. Il pastore si recò alla corte del re svedese e, parlando per mezzo di enigmi, riuscì alla fine a far dire al re che il cane era morto. Snow fu eletto allora re di Danimarca al posto del cane ma si dimostrò un sovrano dissoluto, oppressivo e disonesto. Mandò Roth (Rosso), il servo da lui disprezzato, presso il gigante Læ perché gli chiedesse di sapere in qual modo sarebbe avvenuta la morte di Snow; la sua intenzione era di far in modo che Læ uccidesse Roth nel momento in cui non fosse riuscito a superare la prova. Ma Roth superò la prova e Læ gli donò un paio di guanti da dare a Snow; quando questi li indossò in un'assemblea, fu aggredito dalle pulci che lo divorarono vivo. Suo successore fu il figlio di Halga, Hrólfr Kraki.

## Gesta Danorum
Nei Gesta Danorum (Libro 7), Saxo Grammaticus parla di un Gunnar, "il più coraggioso degli Svedesi", invasore della Norvegia, che provava più gusto nell'uccidere che nel saccheggiare. Per umiliare i Norvegesi dopo la sua vittoria contro il loro re Ragnald, diede loro come re un cane. Elesse poi nobili che se ne prendessero cura e governatori per gestire lo Stato in nome del cane. Inoltre ordinò che chiunque avesse mancato di rispetto al cane, sarebbe stato mutilato.

## Hversu Noregr byggðist e Hákonar saga góða
Il Hversu Noregr byggðist e la Saga di Hakon il buono ci parlano di un re chiamato Eysteinn Illráði che ebbe un cane come re tributario. Mentre lo Hversu menziona questa storia solo di passaggio, la Hákonar saga góða ce la racconta dettagliatamente narrandoci che, quando re Eysteinn di Oppland (Eysteinn Upplendingakonungr o Eysteinn hinn illi) conquistò Trondheim, mandò a regnarvi suo figlio Onund. Quando il popolo uccise Onund, egli sottomise nuovamente la zona e offrì alla popolazione di poter scegliere chi sarebbe stato il loro nuovo re, se il suo schiavo Thorer Faxe o il suo cane Saurr ("escrementi"). Fu scelto il cane, confidando in una morte più precoce. Per tre anni Saurr fu trattato regalmente, ornato di un collare d'oro e fornito di trono, magione e cortigiani, e regnò con decreti firmati con l'impronta della zampa finché un giorno dei lupi irruppero nella reggia e lo fecero a pezzi.
Che un re-cane Saurr compaia in un contesto in cui siano presenti due re chiamati Eysteinn (hinn) illráði che vivevano uno in Oppland e uno in Uppland probabilmente non è una coincidenza. Una simile confusione è avvenuta quando Onela, re svedese di Uppland, divenne Áli, re norvegese di Oppland.

## Skáldatal
Lo Skáldatal dice che uno scaldo di nome Erpr lútandi fu condannato a morte per aver compiuto un omicidio in un santuario. Si salvò la vita componendo un drápa per il re-cane Saurr. Questo Erpr era lo scaldo del re svedese Eysteinn hinn illráði, il che permette di datare l'avvenimento all'inizio del IX secolo.